# 3 Pułk Artylerii Górskiej (austro-węgierski)

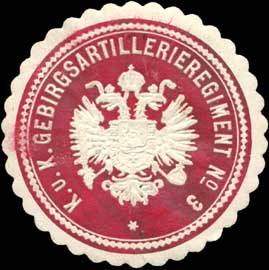
Pieczęć pułku

Pułk Artylerii Górskiej Nr 3 (niem. Gebirgsartillerieregiment Nr. 3, GAR. Nr. 3) – pułk artylerii górskiej cesarskiej i królewskiej Armii.

## Historia pułku
Pułk został utworzony 6 kwietnia 1908 roku, stacjonował we Villach na terytorium 3 Korpusu i wchodził eksterytorialnie w skład 1 Brygady Artylerii Górskiej w Bressanone. Pod względem taktycznym pułk był podporządkowany komendantowi 6 Dywizji Piechoty w Grazu. W 1914 roku 3. bateria armat górskich była podporządkowana komendantowi 94 Brygady Piechoty w Tolminie należącej do 28 Dywizji Piechoty.

## Komendanci pułku
- mjr / płk Hugo Steinhardt von Radlów (1908[1][2] – 1915 → Komenda 11 Brygady Artylerii Polowej)